# Мала тела Сунчевог система
Мала тела Сунчевог система су објекти Сунчевог система које нису ни планете, патуљасте планете, ни природни сателит. Термин је први пут дефинисала, 2006. године, Mеђународна астрономска унија.
Обухвата све комете и све мање планете осим оних које су патуљасте. Дакле, мале планете Сунчевог система су: комете, класични астероиди, изузев патуљасте планете Церере, Тројански астероид и Кентаури и Транс-нептунски објекти, са изузетком патуљасте планете Плутон, Хаумеа, Макемаке, Ерида и други.

## Дефиниција
Тренутно није јасно да ли ће се у будућности успоставити ограничена величина која дефинише мала тела Сунчевог система или ће обухватити све до метеороида, најмањих макроскопских тела у орбити око Сунца (на микроскопском нивоу постоје још мањи објекти као што су космичка прашина, честице сунчевог ветра и слободне честице водоника).
Осим највећих, који се налазе у хидростатичкој равнотежи, природни сателити (месечеви) се не разликују од малих тела Сунчевог система по величини, већ по орбити. Орбите природних сателита нису усредсређене на Сунце, већ око других објеката Сунчевог система попут планета, патуљастих планета и малих тела Сунчевог система.
Нека од већих малих тела Сунчевог система у будућности могу бити рекласификована као патуљасте планете, док чекају даље испитивање како би се утврдило да ли су у хидростатичкој равнотежи или нису.
Орбите огромне већине малих тела Сунчевог система смештене су у два различита подручја, главни астероидни појас и Којперов појас. Ова два појаса поседују неку унутрашњу структуру повезану са пертурбацијама од стране главних планета (посебно Јупитера и Нептуна), и имају прилично слабо дефинисане границе. Остала подручја Сунчевог система обухватају и мала тела у мањим концентрацијама. Они обухватају астероиде близу Земље, кентауре, комете и расејане дискове.